# Бержерак (округ)
Бержерак (фр. Bergerac) — округ во Франции, один из округов в регионе Аквитания (историческая область Франции). Департамент округа — Дордонь. Супрефектура — Бержерак.
Население округа на 2006 год составляло 108 238 человек. Плотность населения составляет 50 чел./км². Площадь округа составляет 2182 км².